# Nuevo Sullana
Nuevo Sullana es una urbanización popular peruana ubicada en el distrito de Sullana, perteneciente a la provincia homónima del departamento de Piura, al norte del Perú. 

## Ubicación
Nuevo Sullana se ubica al oeste de la ciudad de Sullana, en el distrito y la provincia homónima, en el departamento de Piura. Se ubica cerca al río Chira. 

## Demografía
En 2017 Nuevo Sullana tenía una población de 10934 habitantes.